# Вуличний гонщик
«Вуличний гонщик» — кінофільм режисера Тео Конуралпа, що вийшов на екрани в 2008 році.

## Зміст
Джону завжди подобалися автоперегони. Та коли він сидів у машині, що їхала на великій швидкості, герой відчував страх, який сковував усі його дії. Він багато років намагався боротися з цим страхом, ганяючи на віддалених путівцях. Одного разу, під час чергового заїзду, він випадково збив дитину. На її лікування потрібні великі гроші, а для Джона єдиний шанс отримати їх – виграш у найбільш небезпечному та нелегальному вуличному гран-прі.

## Ролі
| Актор              | Роль |
| ------------------ | ---- |
| Клінт Браунінг     | -    |
| Дороті Друері      | -    |
| Роберт Пайк Деніел | -    |
| Джейсон Еллефсон   | -    |
| Дастін Фіцсаймонс  | -    |
| Майкл Крайдер      | -    |
| Коннор Клейтон     | -    |
| Т.Дж. Зел          | -    |
| Реггі Джерніган    | -    |
| Сінед МакКафферті  | -    |

## Знімальна група
- Режисер — Тео Конуралп
- Сценарист — Кері Ван Дайк, Шейн Ван Дайк
- Продюсер — Пол Бейлс, Девід Майкл Летт, Девід Рімаві
- Композитор — Гільєрмо Дж. Зільберштейн